# Phytocoris commissuralis
Phytocoris commissuralis är en insektsart som beskrevs av Van Duzee 1920. Phytocoris commissuralis ingår i släktet Phytocoris och familjen ängsskinnbaggar. Inga underarter finns listade i Catalogue of Life.